# 希尔斯伯勒 (北达科他州)
希尔斯伯勒（英語：Hillsboro），是美国北达科他州下属的一座城市。根据2010年美国人口普查，该市有人口1,603人。2011年估计该市有人口1,610人，相对于2010年，增长率为0.44%。